# Carmel de Chambéry
Le Carmel de Chambéry est un carmel fondé en 1634 à Chambéry dans le duché de Savoie, aujourd'hui en France dans le département de la Savoie.
La première installation des Carmélites de Chambéry a lieu dans un couvent situé faubourg Montmélian duquel elles sont expulsées en 1793 à la suite de la Révolution française. À leur retour en 1825, elles s'établissent dans un nouveau monastère situé sur la colline de Lémenc à partir de 1832, dont la Dédicace solennelle de l’église est dédiée à Notre-Dame du Mont-Carmel et à sainte Thérèse d’Avila en 1838 par Mgr Antoine Martinet.
La fermeture définitive du Carmel de Chambéry a lieu au printemps 2017.

## Historique

### Installation et premier couvent

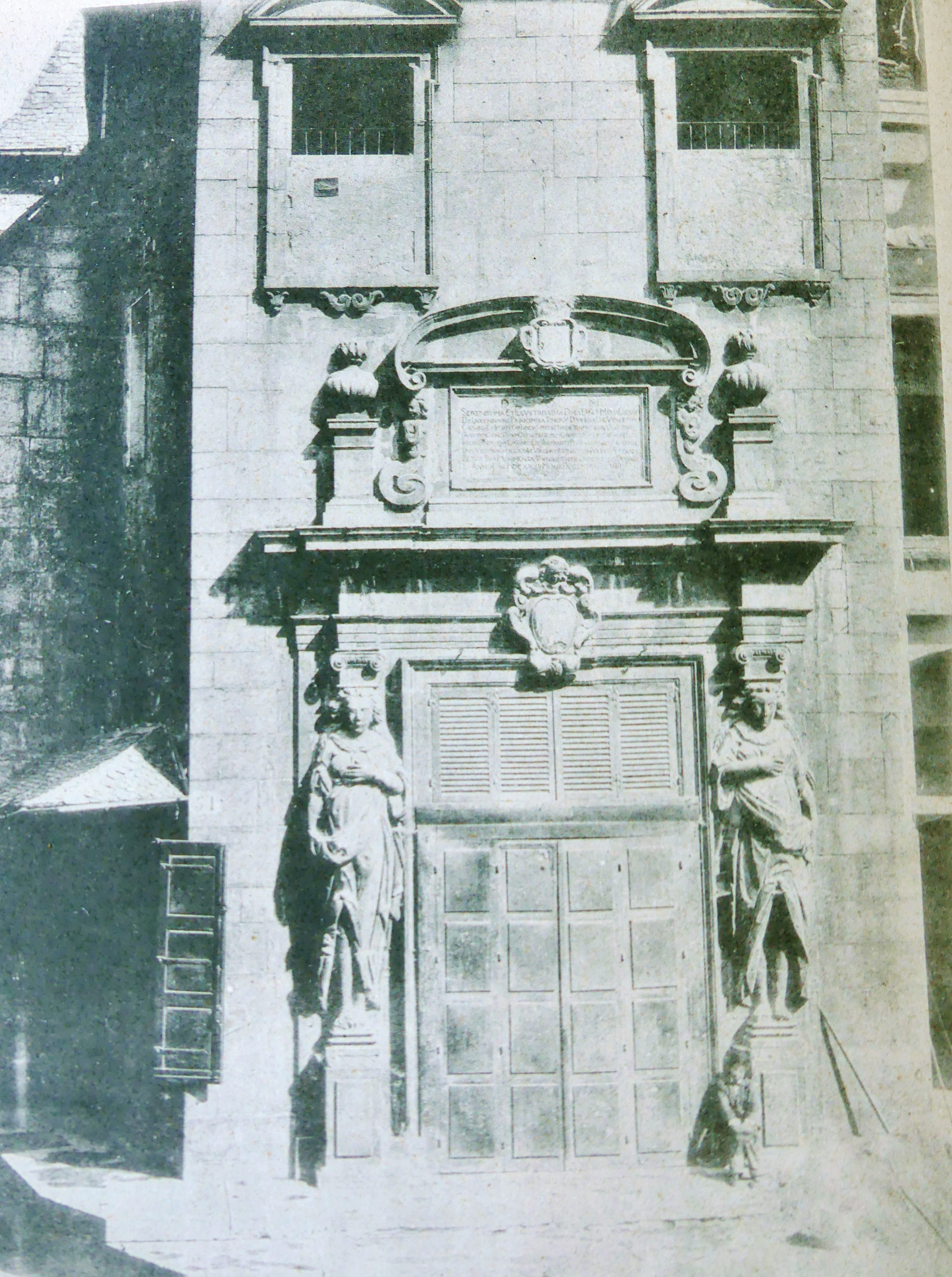
Entrée de l’ancien couvent des Carmélites.

Le Carmel de Chambéry est fondé le 8 décembre 1634. Cette installation résulte d'une volonté du duc Victor-Amédée Ier d'avoir un monastère de Carmélites dans l’ancienne capitale du duché de Savoie, qui demeure toutefois une place administrative importante dans laquelle existent déjà par ailleurs de nombreux ordres religieux (Antonins, Bénédictins, Franciscains, etc.).
Les premières religieuses arrivent d'Avignon le 2 avril 1633, parmi lesquelles Marie-Liesse de Luxembourg, princesse de Tingry et duchesse de Ventadour de par son mariage avec Henri de Lévis, avant leur séparation pour entrer dans les ordres. Leurs biens servent à la fondation du monastère, ce qui confère à Marie-Liesse de Luxembourg le titre de « fondatrice »,.
À leur arrivée, celles-ci s'installent dans un premier temps à proximité du faubourg Reclus, au nord de la ville. Puis, le 14 février 1635, la duchesse de Ventadour acquiert un terrain dans le faubourg Montmélian afin de bâtir le couvent que les Carmélites occuperont jusqu'à la fin du XVIIIe siècle. Les travaux, qui durent une quinzaine d'années, se terminent en 1650.

### Expulsion et rétablissement
En 1792, les troupes révolutionnaires françaises entrent à Chambéry et mettent en œuvre la confiscation des biens du Clergé et la dissolution des congrégations religieuses. Les Carmélites sont ainsi expulsées en 1793 et leur monastère est vendu.
Il faut attendre près de dix ans après la fin du Premier Empire de Napoléon Ier et le retour de la Savoie dans le royaume de Piémont-Sardaigne en 1815, pour un rétablissement des Carmélites à Chambéry. C'est ainsi que deux anciennes Carmélites achètent l'ancien hospice des Chartreux un peu plus loin dans le Faubourg Montmélian, s'y installent le 3 juin 1824. Le rétablissement officiel de l'ordre des Carmélites à Chambéry est approuvé par lettres patentes du souverain Charles-Félix de Savoie le 7 août 1825 et le lieu est érigé en monastère régulier par l’archevêque Mgr François-Marie Bigex le 21 septembre suivant.
L'église et le cloître du premier monastère du faubourg Montmélian sont démolis en 1861 pour permettre le percement de la rue de la Banque et la création de la place d'Italie entre 1864 et 1869, tandis que les autres dépendances du monastère sont transformées en logements et commerces. Quelques vestiges du monastère subsistent, notamment les têtes des deux cariatides qui entouraient le portail de l’église conservées dans la cour de l’immeuble situé à son ancien emplacement.

### Monastère de Lémenc

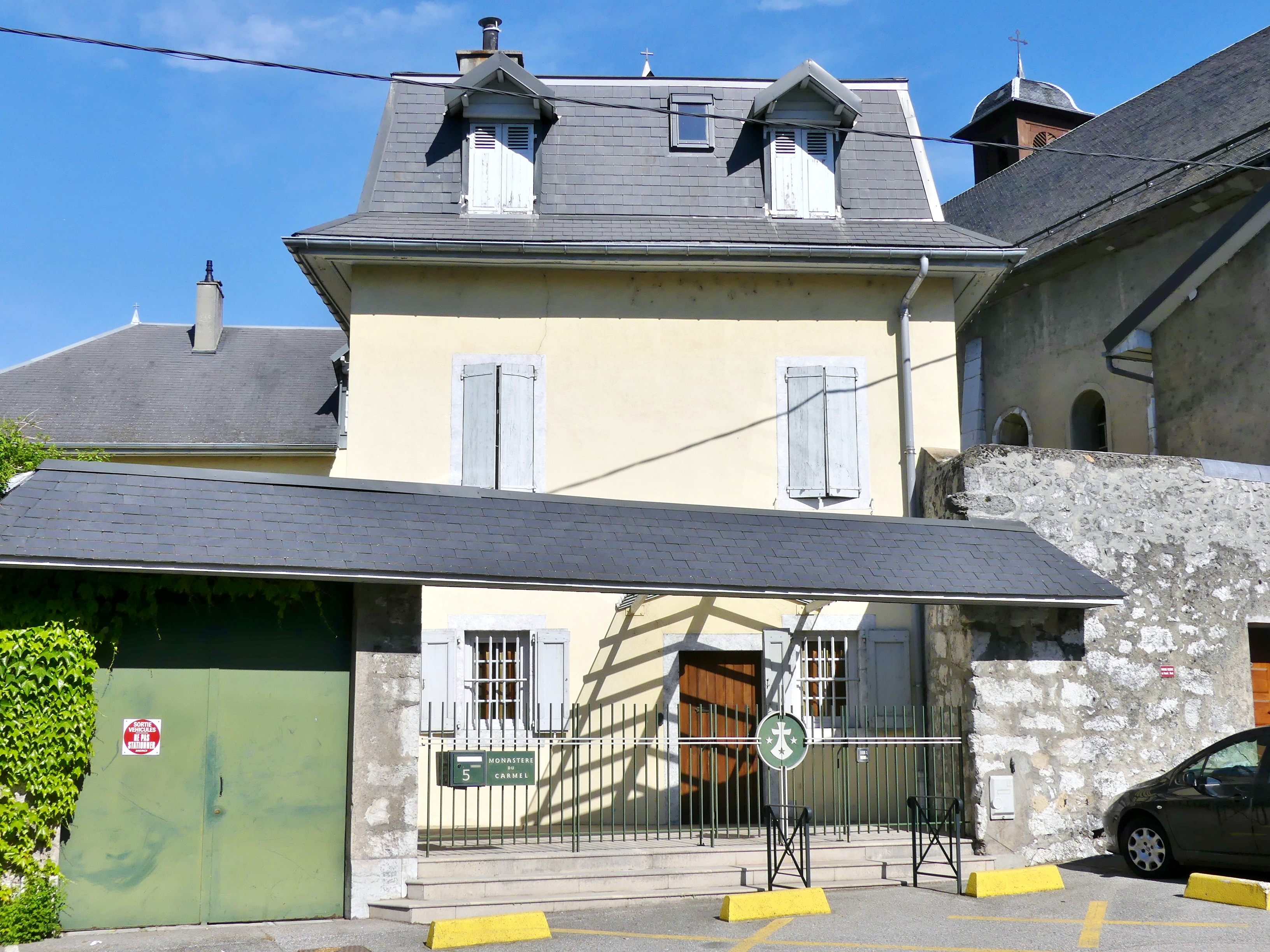
Accueil du Carmel de Lémenc en 2017.

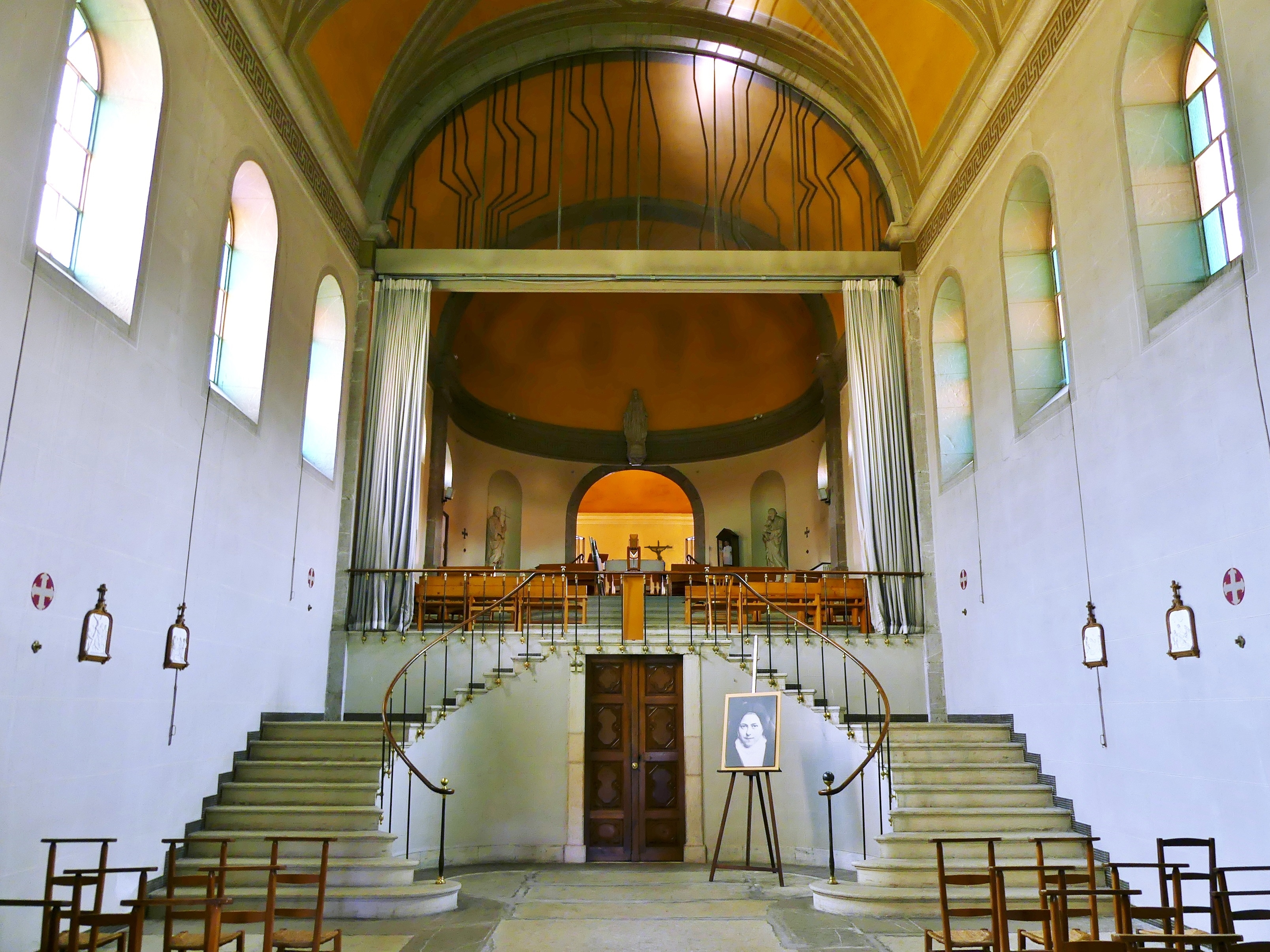
Intérieur de l'église en 2017.

Pour autant, l'ancien hospice converti devient rapidement de taille insuffisante au vu de l'agrandissement de la communauté, si bien que la construction d'un nouveau monastère est décidée et menée dans les années 1830. Le terrain est acquis sur la colline de Lémenc, à proximité de l'église Saint-Pierre de Lémenc, le 16 octobre 1832 pour 25 733 francs. Les Carmélites rejoignent le site le 24 août 1832 dans la nuit, après avoir auparavant effectué une procession sur le chemin de croix de la chapelle du Calvaire situé un peu plus haut sur la colline de Lémenc. Elles s'installent alors dans l'ancienne maison forte du Mollard de Lémenc, qui deviendra l’accueil du futur monastère.
La construction du monastère de Lémenc s'étale de 1835 à 1838, suivant les plans de l'architecte Pierre-Louis Besson, qui réalisera notamment le palais de justice de Chambéry à partir de 1848. Le monastère, en forme de U incomplet au nord et ouvert à l'est, est accolé au sud à la maison forte de Lémenc. Cette maison forte, ayant constitué par le passé un poste de police et de péage sur l’ancienne route vers Aix-les-Bains et Genève par la montée Haute-Bise, conserve toujours notamment un balcon en fer forgé et un escalier en bois sculpté.
La Dédicace solennelle de la chapelle du Carmel de Lémenc est dédiée à Notre-Dame du Mont-Carmel et à sainte Thérèse d’Avila en 1838 par l'archevêque Mgr Antoine Martinet.
À la suite de l'annexion de la Savoie en 1860, l'empereur Napoléon III entend assurer une protection spéciale au Carmel de Chambéry après les persécutions dont il a été l'objet consécutivement à la crise Calabiana (Loi des couvents qui supprime les ordres contemplatifs et sécularise leurs biens prise par le gouvernement de Camillo Cavour en 1855). Ce-dernier envoie ainsi en personne le sénateur Armand Laity assurer la communauté de la haute protection de sa Majesté impériale.
Lors de la seconde Guerre mondiale, la proximité du Carmel avec la gare ferroviaire de Chambéry, construite en contrebas en 1856, l'expose lors du bombardement du 26 mai 1944 destiné à détruire les installations ferroviaires, mais dont les dégâts causés restent finalement limités.
Le monastère fait l'objet d'une extension au début des années 1950, notamment par le prolongement de la partie nord du cloître vers le boulevard de Lémenc à l'est.
Au début des années 2000, les Carmélites produisent environ 500 000 hosties chaque mois ainsi que des vêtements liturgiques et des icônes peintes ou travaillées sur bois. Une journée au Carmel se déroule alors ainsi  :
6 h 20 : Oraison
7 h 20 : Laudes
8 h 15 à 10 h 50 : Travail
11 h 10 : Messe
12 h 15 : Déjeuner
13 h 45 : Lecture spirituelle
14 h 50 : None
15 h à 16 h 30 : Travail
16 h 30 : Oraison
17 h 30 : Vêpres
18 h : Rencontre
19 h 00 : Dîner
20 h 15 : Vigiles et Complies

### Fermeture en novembre 2017
Le Carmel de Chambéry ferme définitivement ses portes lors des Rameaux de l’année 2017.  Sœur Bernadette de Jésus, prieure du couvent, l'annonce le 18 novembre 2016 :

« Déterminées à vivre notre vocation au Carmel pour l’Eglise et le monde, comme le désirait notre Mère 
Sainte Thérèse, nous avons compris, en dialogue avec les Supérieurs  de notre Ordre et notre Archevêque, que nous n’étions plus dans les conditions normales pour y correspondre : trop de différences d’âges et de soucis de santé, notre précarité s’accentuant de jour en jour malgré les aides extérieures, l’impossibilité de trouver parmi nous une sœur apte à assurer le service de prieure et de demeurer une communauté formatrice pour accueillir de nouvelles postulantes.
Aussi après avoir longuement invoqué l’Esprit Saint dans la prière, nous avons été amenées à suivre un chemin inattendu : la fermeture de notre cher Carmel.
Avec émotion et souffrance nous remettons au Seigneur toute l’histoire de ce Carmel de Chambéry inscrite au cœur de cette Savoie où tant de visages nous sont chers. Dans cette pâque communautaire que nous sommes appelées à vivre dans la foi et l’espérance, ce départ est pour chacune de nous une invitation à revenir à la source de sa vocation carmélitaine.
Nous mesurons la peine que suscite cette décision dans le cœur de nombreux chambériens croyants ou non; et nous prenons le temps avec notre Archevêque, de discerner le désir de Dieu sur nos bâtiments pour que ce lieu reste dans sa vocation d’accueil et de prière. »

— Sœur Bernadette de Jésus et sa communauté, Carmel de Chambéry le 18/11/16, 5 boulevard de Lémenc

### Réouverture en septembre 2019
Un couple de laïcs proches de la spiritualité carmélite a racheté les locaux afin que le couvent devienne, à la rentrée 2019, «  un lieu d’initiation à la vie intérieure dans l’esprit carmélitain  » selon un communiqué diocésain. Le projet, soutenu par l’archevêque de Chambéry, s’inscrit dans sa « pastorale diocésaine ». À partir de septembre 2019, l'ancien couvent est ouvert au public avec un accès facilité à la chapelle. Par ailleurs, le lieu accueillera des écoles d’oraison et divers projets en lien avec l’enseignement catholique.